# 燕儒宦
燕儒宦（？—？），字用道，號惺斋，河南汝州魯山縣人，民籍，明朝政治人物。

## 生平
河南鄉試第十四名舉人。嘉靖三十八年（1559年）中式己未科會試第一百七十九名，三甲第十名進士。授行人司行人，选授山東道監察御史，隆庆初巡按直隶宣大，四年正月条陈六事，尋丁憂歸。六年十月復除浙江道，差巡按江西，萬曆三年（1575年）二月升山西副使。

## 家族
曾祖燕奉先；祖父燕廣；父燕舉，母張氏。具慶下。兄儒臣。弟儒賓。